# 기누가와코엔역
기누가와코엔역(일본어: 鬼怒川公園駅)은 일본 도치기현 닛코시에 있는 도부 철도 기누가와 선의 역이다. 역 번호는 TN 57이다.
옆의 신후지와라역은 야간 철도의 경계역으로 야간 철도에서 관할하는 역이기 때문에 본 역은 도부 철도에서 관할하는 역 중 최북단 역이다. 또한, 대규모 사철이 관할하는 역 중에서도 최북단 역이다.

## 역사
- 1939년: 개업.
- 1944년 10월 25일: 정지.
- 1950년 9월 1일: 영업 재개.
- 1961년 12월 1일: 다시 휴지.
- 1962년 12월 10일: 영업 재개.
- 2006년경: 역사 개축.
- 2012년 3월 17일: TN 56의 역 번호 도입.
- 2017년
  - 4월 20일: 당역 발착의 "키누" 폐지를 대신해서 당역 발착의 보통 열차가 1왕복 설정됨.
  - 4월 21일: 도부 월드 스퀘어 역의 개통에 앞서 역 번호를 TN 57로 변경.

## 역 구조
혼합식 승강장 2면 3선의 지상역이다. 역사는 선로의 서쪽에 있고 섬식 승강장의 1,2번 선과 직결된다. 1번 선은 아사쿠사 방향으로 전환 전용이다. 3번 선과는 과선교에서 연결된다.
신후지와라 방향에는 유치선이 1개 설치되어 있다.

### 승강장
| 번호 | 노선        | 방향 | 행선 |
| ---- | ----------- | ---- | --- |
| 1    | 기누가와 선 | 상행 | 시모이마이치・ 도부 스카이트리 라인 가스카베・기타센주・ 도쿄 스카이트리・아사쿠사 방면 ※ 본역 시・종착의 특급 "키누"만 |
| 2    | 기누가와 선 | 하행 | 신후지와라・■ 야간 철도선 아이즈코겐오제구치・ ■ 아이즈 철도선 아이즈타지마 방면                                        |
| 3    | 기누가와 선 | 상행 | 시모이마이치・ 도부 스카이트리 라인 가스카베・기타센주・ 도쿄 스카이트리・아사쿠사 방면                                 |

## 역 주변
- 기누가와 공원 - 원내에는 기누가와 온천에서 유일한 공동 목욕탕으로, "닛코 시영 기누가와 공원 바위탕"도 있다.
- 기누강
- 국도 제121호선
- 기누가와 온천 - 기누가와온센 ~ 당역 구간은 온천을 따라서 선로가 이어진다.
- 후지와라 폭포 우체국
- 기누가와 온천 케이블카

## 사진

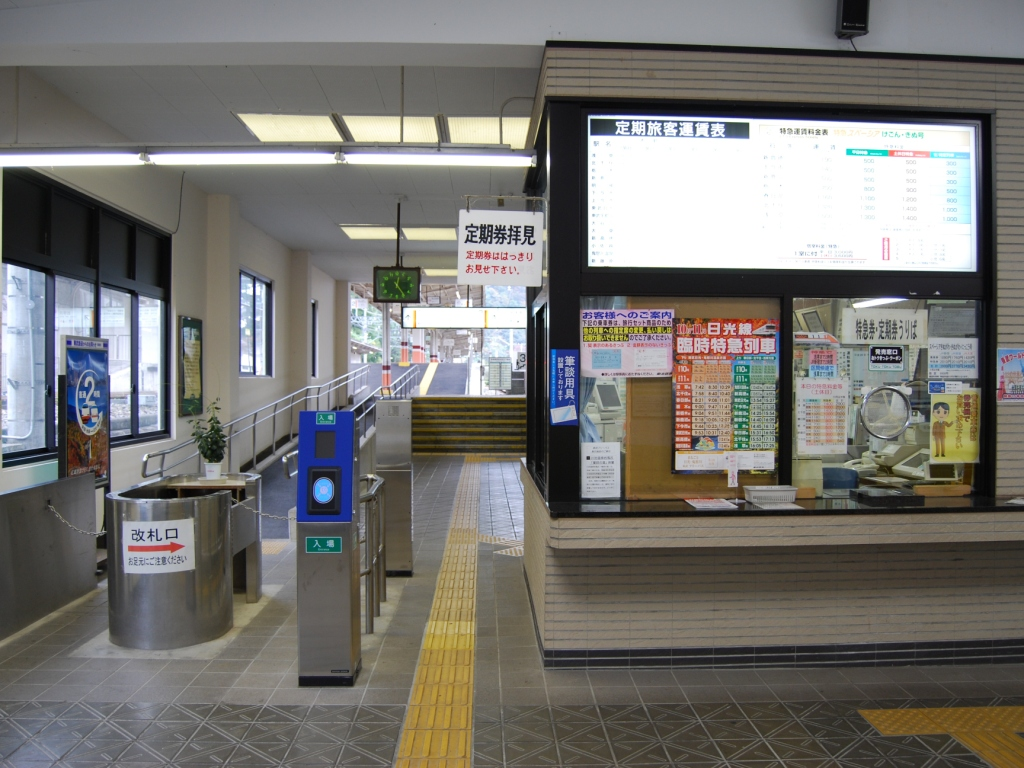
개찰구

## 인접역
| 도부 철도 기누가와 선                | 도부 철도 기누가와 선                              | 도부 철도 기누가와 선                    |
| ------------------------------------ | -------------------------------------------------- | ---------------------------------------- |
| TN 56 기누가와온센 시모이마이치 방면 | □ 쾌속 "AIZU 마운트 익스프레스" ■ 구간 급행 ■ 보통 | 신후지와라 TN 58 아이즈코겐오제구치 방면 |